# Agrypnetes crassicornis
Espèce
Agrypnetes crassicornis est une espèce d'insectes trichoptères de la famille des Phryganeidae.

## Description
Agrypnetes crassicornis est un insecte très répandu en Europe. Comme tous ceux de sa famille, il est plutôt de grande taille puisque ses ailes mesurent jusqu'à 17 mm.

## Éclosion
Surtout en juin et juillet, en secteur calme, la plupart du temps dans les zones à barbeaux et inférieures.